# Flée (Costa d'Or)
Flée és un municipi francès, situat al departament de la Costa d'Or i a la regió de Borgonya - Franc Comtat. L'any 2007 tenia 158 habitants.

## Demografia

### Població
El 2007 la població de fet de Flée era de 158 persones. Hi havia 68 famílies, de les quals 20 eren unipersonals —12 homes que vivien sols i 8 dones que vivien soles—, 20 parelles sense fills, 20 parelles amb fills i 8 famílies monoparentals amb fills.
La població ha evolucionat segons el següent gràfic:
Habitants censats

### Habitatges
El 2007 hi havia 144 habitatges, 70 dels quals eren l'habitatge principal de la família, 73 eren segones residències i 1 estava desocupat. 77 eren cases i 66 eren apartaments. Dels 70 habitatges principals, 60 estaven ocupats pels seus propietaris, 9 estaven llogats i ocupats pels llogaters i 1 estava cedit a títol gratuït; 1 tenia una cambra, 6 en tenien dues, 9 en tenien tres, 21 en tenien quatre i 33 en tenien cinc o més. 45 habitatges tenien, pel capbaix, una plaça de pàrquing. A 43 habitatges hi havia un automòbil i a 22 n'hi havia dos o més.

### Piràmide de població
La piràmide de població per edats i sexe el 2009 era:
| Homes | Edats   | Dones |
| ----- | ------- | ----- |
| 0     | 95 o +  | 0     |
| 4     | 90 a 94 | 0     |
| 0     | 85 a 89 | 0     |
| 0     | 80 a 84 | 0     |
| 12    | 75 a 79 | 4     |
| 0     | 70 a 74 | 8     |
| 4     | 65 a 69 | 0     |
| 0     | 60 a 64 | 4     |
| 8     | 55 a 59 | 12    |
| 4     | 50 a 54 | 4     |
| 8     | 45 a 49 | 4     |
| 4     | 40 a 44 | 8     |
| 0     | 35 a 39 | 4     |
| 0     | 30 a 34 | 4     |
| 0     | 25 a 29 | 0     |
| 0     | 20 a 24 | 0     |
| 4     | 15 a 19 | 4     |
| 4     | 10 a 14 | 0     |
| 20    | 5 a 9   | 0     |
| 0     | 0 a 4   | 0     |

## Economia
El 2007 la població en edat de treballar era de 92 persones, 69 eren actives i 23 eren inactives. De les 69 persones actives 67 estaven ocupades (38 homes i 29 dones) i 2 estaven aturades (1 home i 1 dona). De les 23 persones inactives 11 estaven jubilades, 6 estaven estudiant i 6 estaven classificades com a «altres inactius».

### Ingressos
El 2009 a Flée hi havia 74 unitats fiscals que integraven 178 persones, i la mediana anual d'ingressos fiscals per persona era de 17.641 €.

### Activitats econòmiques
Dels 4 establiments que hi havia el 2007, 1 era d'una empresa alimentària, 2 d'empreses de construcció i 1 d'una empresa financera.
Dels 3 establiments de servei als particulars que hi havia el 2009, 2 eren paletes i 1 una fusteria.
L'any 2000 a Flée hi havia 7 explotacions agrícoles que ocupaven un total de 714 hectàrees.

## Poblacions més properes
El següent diagrama mostra les poblacions més properes.